# Morgan Gould
Morgan Leonard Gould (Soweto, 1983. március 23. –) dél-afrikai válogatott labdarúgó.

## Pályafutása

### Klubcsapatokban
2001 és 2008 között a Jomo Cosmos csapatának volt a labdarúgója, majd innen igazolt a Supersport United együtteséhez. 2012 májusában aláírt a Kaizer Chiefs klubjához. Augusztus 5-én debütált a Mamelodi Sundowns csapata ellen. 2016 júliusában visszatért a Supersport United csapatához. 2018 januárjában másfél évvel meghosszabbította szerződését a klubbal. 2019 nyarán aláírt a Stellenbosch együtteséhez. 2020 novemberében a Sekhukhune United játékosa lett. 2021 nyarán visszavonult.

### A válogatottban
Tagja volt a 2009-es konföderációs kupán résztvevő válogatott keretnek.

## Sikerei, díjai
- SuperSport United
  - Dél-afrikai bajnok: 2008-09, 2009-10
  - Dél-afrikai kupa: 2011-12, 2016-17
  - MTN 8 kupa: 2017–18
- Kaizer Chiefs
  - Dél-afrikai bajnok: 2012-13, 2014-15
  - Dél-afrikai kupa: 2012-13
  - MTN 8 kupa: 2014–15